# NGC 2929
NGC 2929 је спирална галаксија у сазвежђу Лав која се налази на NGC листи објеката дубоког неба.
Деклинација објекта је + 23° 9' 40" а ректасцензија 9h 37m 29,7s. Привидна величина (магнитуда) објекта NGC 2929 износи 13,8 а фотографска магнитуда 14,5. NGC 2929 је још познат и под ознакама UGC 5126, MCG 4-23-17, CGCG 122-34, IRAS 09346+2323, PGC 27398.